# 45 бит
В компьютерной архитектуре — 45-разрядные целые числа, адреса памяти, или другие типы данных размером 45 бит. Сорокапятиразрядные ЦПУ и АЛУ — архитектуры, основанные на регистрах и шинах данного размера.

## История
Компьютеры, разработанные для использования 45-битных слов, крайне редки. Известны, например, экспериментальная ЭВМ «Алмаз», а также К340А и Т340А.